# Mega Millions
Mega Millions (ban đầu gọi là "The Big Game" vào năm 1996 và sau đó đổi tên tạm thời thành "The Big Game Mega Millions" sau sáu năm) là một trò chơi xổ số đa quốc gia Hoa Kỳ. Tính đến ngày 30 tháng 6 năm 2023, nó đã được phát hành tại 45 tiểu bang, Quận Columbia và Quần đảo Virgin thuộc Hoa Kỳ. Trò chơi Mega Millions bắt đầu vào năm 2002. Lúc đầu, nó chỉ được cung cấp tại sáu tiểu bang và sau khi tên The Big Game bị loại bỏ, logo của trò chơi hiển thị một quả bóng màu vàng có sáu ngôi sao, tượng trưng cho sáu tiểu bang tham gia ban đầu.
Mega Millions được quay vào 11 giờ tối giờ Đông (Eastern Time) vào các tối thứ Ba và thứ Sáu, kể cả các ngày lễ. Trò chơi này do một liên minh của 12 hệ thống xổ số gốc quản lý, và buổi quay số diễn ra tại studio của WSB-TV ở Atlanta, Georgia, do Georgia Lottery giám sát. Các người dẫn chương trình là John Crow, Carol Blackmon, và Adria Wofford.